# Russian Five
Die Russian Five war eine Gruppe von fünf russischen Eishockeyprofis, die in den 1990er Jahren bei den Detroit Red Wings gespielt haben. Die Gruppe bestand aus Sergei Fjodorow (C), Igor Larionow (RF), Wjatscheslaw Koslow (LF), Wladimir Konstantinow (V) und Wjatscheslaw Fetissow (V).
Zusammen spielten sie eine wichtige Rolle für das Team, besonders auf ihrem Weg zu den Stanley-Cup-Siegen 1997 und 1998. Oft wurden sie hervorgehoben für ihre spielerischen Fähigkeiten und das gute Zusammenspiel, wenn sie auf dem Eis standen. Des Öfteren war es einer der "Russian Five", der ein Spiel durch ein Tor entscheiden konnte.
Die "Russian Five" verloren ein Mitglied wenige Tage nach dem Stanley-Cup-Triumph 1997, als Wladimir Konstantinow in einen Autounfall verwickelt wurde und schwere Verletzungen davontrug, die sowohl körperliche, als auch geistige Behinderungen zur Folge hatten. Nach dem Unfall trugen die Red Wings in der folgenden Saison zu Ehren von Konstantinow und einem Betreuer des Teams, der ebenfalls beim Unfall schwer verletzt wurde, einen Aufnäher mit der Aufschrift "Glauben", sowohl in englischer als auch in russischer Sprache. Dieses Motto half dem Team Kraft für die Playoffs 1998 zu schöpfen, um den zweiten Stanley Cup in Folge zu gewinnen.
Kurz vor dem Ende der Transferperiode 1998 verpflichtete das Team den russischen Verteidiger Dmitri Mironow. Mit ihm wurde "Russian Five II" gegründet, eine weniger erfolgreiche Variante mit Fjodorow, Larionow, Koslow, Fetissow und Mironow.